# Hestroff
Hestroff és un municipi francès, situat al departament del Mosel·la i a la regió del Gran Est. L'any 2007 tenia 383 habitants.

## Demografia

### Població
El 2007 la població de fet de Hestroff era de 383 persones. Hi havia 133 famílies, de les quals 27 eren unipersonals (4 homes vivint sols i 23 dones vivint soles), 51 parelles sense fills, 47 parelles amb fills i 8 famílies monoparentals amb fills.
La població ha evolucionat segons el següent gràfic:
Habitants censats

### Habitatges
El 2007 hi havia 168 habitatges, 146 eren l'habitatge principal de la família, 8 eren segones residències i 14 estaven desocupats. 157 eren cases i 11 eren apartaments. Dels 146 habitatges principals, 125 estaven ocupats pels seus propietaris, 19 estaven llogats i ocupats pels llogaters i 3 estaven cedits a títol gratuït; 1 tenia una cambra, 3 en tenien dues, 7 en tenien tres, 22 en tenien quatre i 113 en tenien cinc o més. 119 habitatges disposaven pel capbaix d'una plaça de pàrquing. A 63 habitatges hi havia un automòbil i a 68 n'hi havia dos o més.

### Piràmide de població
La piràmide de població per edats i sexe el 2009 era:
| Homes | Edats   | Dones |
| ----- | ------- | ----- |
| 0     | 95 o +  | 0     |
| 0     | 90 a 94 | 4     |
| 0     | 85 a 89 | 4     |
| 4     | 80 a 84 | 0     |
| 0     | 75 a 79 | 8     |
| 4     | 70 a 74 | 4     |
| 20    | 65 a 69 | 8     |
| 8     | 60 a 64 | 20    |
| 8     | 55 a 59 | 8     |
| 12    | 50 a 54 | 4     |
| 12    | 45 a 49 | 16    |
| 24    | 40 a 44 | 12    |
| 20    | 35 a 39 | 16    |
| 20    | 30 a 34 | 28    |
| 4     | 25 a 29 | 4     |
| 8     | 20 a 24 | 12    |
| 20    | 15 a 19 | 20    |
| 4     | 10 a 14 | 12    |
| 16    | 5 a 9   | 28    |
| 4     | 0 a 4   | 16    |

## Economia
El 2007 la població en edat de treballar era de 239 persones, 175 eren actives i 64 eren inactives. De les 175 persones actives 157 estaven ocupades (89 homes i 68 dones) i 19 estaven aturades (5 homes i 14 dones). De les 64 persones inactives 18 estaven jubilades, 25 estaven estudiant i 21 estaven classificades com a «altres inactius».

### Ingressos
El 2009 a Hestroff hi havia 158 unitats fiscals que integraven 416 persones, la mediana anual d'ingressos fiscals per persona era de 18.590 €.

### Activitats econòmiques
Dels 7 establiments que hi havia el 2007, 1 era d'una empresa de fabricació d'altres productes industrials, 2 d'empreses de construcció, 1 d'una empresa de comerç i reparació d'automòbils, 1 d'una empresa d'hostatgeria i restauració, 1 d'una empresa de serveis i 1 d'una entitat de l'administració pública.
Dels 2 establiments de servei als particulars que hi havia el 2009, 1 era una fusteria i 1 lampisteria.
L'any 2000 a Hestroff hi havia 5 explotacions agrícoles.

## Equipaments sanitaris i escolars
El 2009 hi havia una escola elemental integrada dins d'un grup escolar amb les comunes properes formant una escola dispersa.

## Poblacions més properes
El següent diagrama mostra les poblacions més properes.